# Unitat Nachson

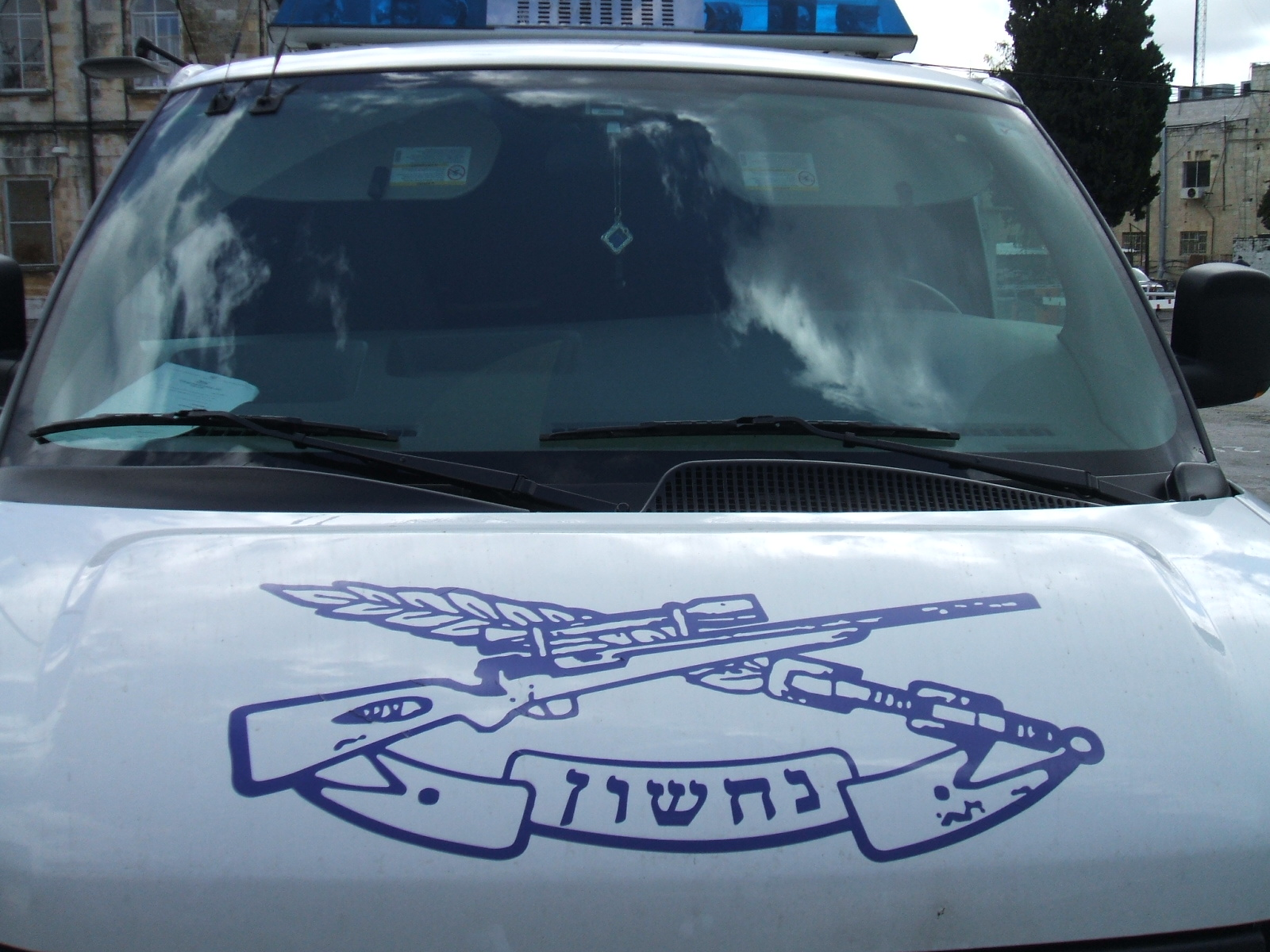
Vehicle de la unitat Nachson.

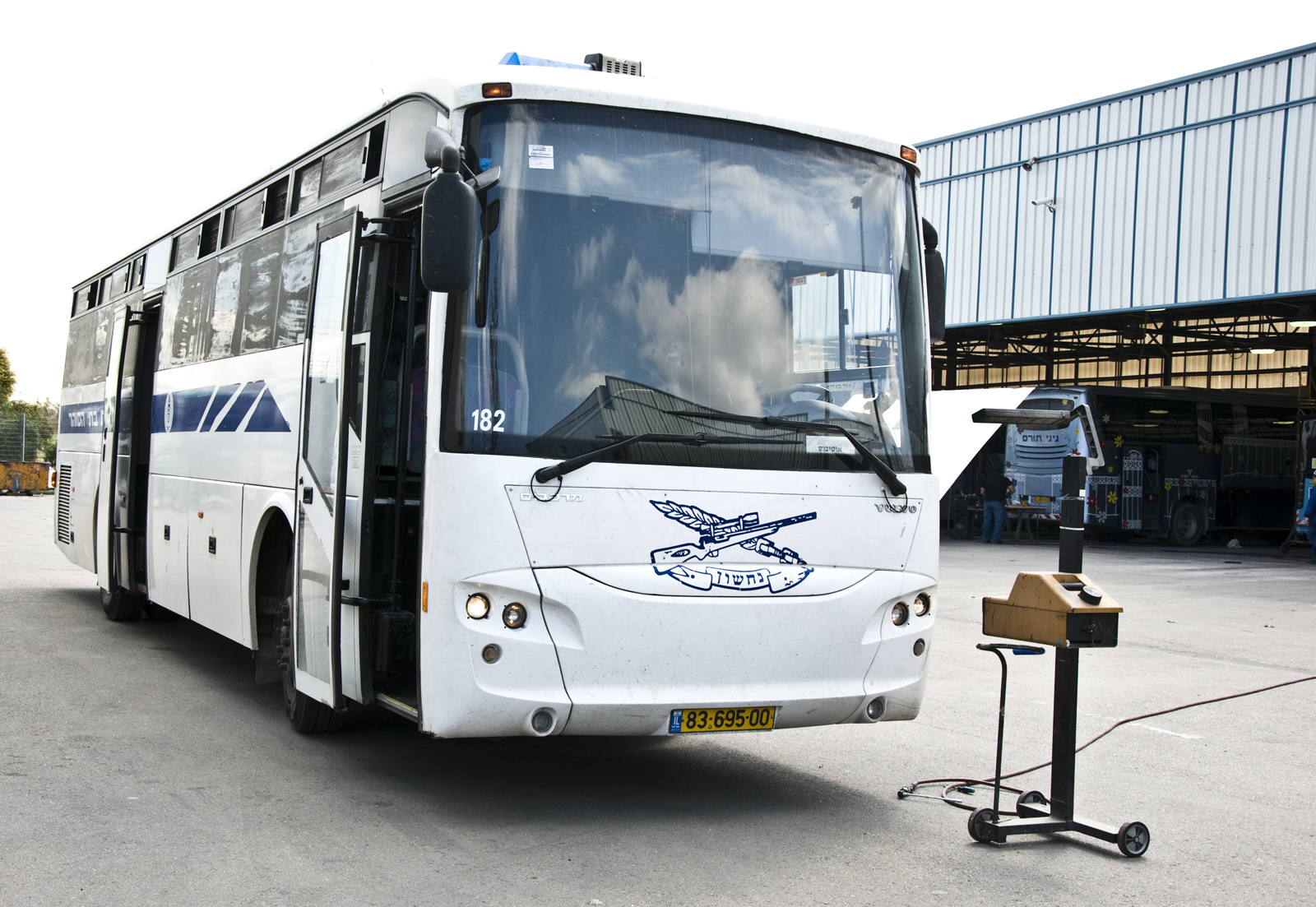
Autobús del Servei de Presons.

La Unitat Nachson (en hebreu: יחידת נחשון) és el braç operatiu del Servei de Presons de l'Estat d'Israel. La unitat va ser establerta en 1973, i serveix com la unitat central per a l'observació dels presoners, les intervencions operatives i la seguretat. Les tasques de la unitat inclouen, entre altres: escortar als presoners i els detinguts des d'una instal·lació d'empresonament fins a un altre lloc, i intervenir durant esdeveniments irregulars que puguin tenir lloc per establir l'ordre i la seguretat. La unitat ajuda a conduir cerques àmplies dins de les presons per trobar armes, drogues, informació, notes, explosius, telèfons mòbils, targetes SIM, i qualsevol informació sobre possibles atemptats terroristes enemics. La unitat també ha de garantir la seguretat dels membres del personal del servei de presons que han estat amenaçats (ells i les seves famílies) lliura presoners a països estrangers com a part dels acords internacionals d'extradició de presoners, escorta als detinguts cap als tribunals i s'encarrega de mantenir la seguretat de la sala del tribunal, i fins i tot escorta a presos perillosos en les seves visites domèstiques i quan surten de la presó per rebre tractament mèdic. Els membres de la unitat Nachshon escorten al voltant de 1.800 presoners, criminals i terroristes diàriament en els vehicles de la unitat, això dona com a resultat una xifra anual de 390.000 presoners.
La unitat disposa de centenars de vehicles operacionals especialment dissenyats, des d'autobusos fins a camions passant per motocicletes, tots ells estan adaptats per escortar als presoners. Els vehicles serveixen com a presons mòbils, transportant a un sector violent i perillós de la societat que és molt probable que intenti escapar. Aquests vehicles poden funcionar punt de dia com de nit i poden arribar a qualsevol lloc del país. La unitat Nachshon es divideix en 3 brigades repartides per tot el país (el nord, el centre i el sud), i que estan sota el comandament de la caserna general de la unitat.